# Mohd Faiz Subri
Mohd Faiz bin Subri (ur. 8 listopada 1987 w Kedah) – malezyjski piłkarz występujący na pozycji pomocnika w malezyjskim klubie Kuala Kangsar.

## Sukcesy

### Klubowe
Kelantan FA
- Zdobywca Pucharu ligi Malezyjskiej: 2013

### Indywidualne
- Piłkarz miesiąca PFAM: luty 2016
- Nagroda specjalna FAM: 2016
- Nagroda FIFA im. Ferenca Puskása: 2016[1][2]